# Карпов Максим Андрійович
Максим Андрійович Карпов (рос. Максим Андреевич Карпов; 19 жовтня 1991, м. Челябінськ, СРСР) — російський хокеїст, нападник. Виступає за «Трактор» (Челябінськ) у Континентальній хокейній лізі. 
Вихованець хокейної школи «Трактор» (Челябінськ). Виступав за «Мечел» (Челябінськ), «Білі Ведмеді» (Челябінськ).